# Ü̍
Cette page contient des caractères spéciaux ou non latins. S’ils s’affichent mal (▯, ?, etc.), consultez la page d’aide Unicode.
Ü̍ (minuscule : ü̍), appelé U tréma ligne verticale, est une lettre utilisée dans l'écriture du monégasque.
Elle est formée de la lettre U diacritée d’un tréma et d’une ligne verticale.

## Utilisation
En monégasque, l’orthographe utilise la ligne verticale pour indiquer l’accent tonique irrégulier, c’est-à-dire lorsqu’il n’est pas sur l’avant-dernière syllabe pour les mots terminés par une voyelle et la dernière syllabe pour les mots terminés par une consonne.

## Représentations informatiques
Le U tréma ligne verticale peut être représente avec les caractères Unicode suivants :
- composé (latin étendu – 1, diacritiques) :

| formes    | représentations | chaînes de caractères | points de code | descriptions                                                        |
| --------- | --------------- | --------------------- | -------------- | ------------------------------------------------------------------- |
| capitale  | Ü̍               | Ü◌̍                    | U+00DC U+030D  | lettre majuscule latine u tréma diacritique ligne verticale en chef |
| minuscule | ü̍               | ü◌̍                    | U+00FC U+030D  | lettre minuscule latine u tréma diacritique ligne verticale en chef |

- décomposé (latin de base, diacritiques) :

| formes    | représentations | chaînes de caractères | points de code       | descriptions                                                                    |
| --------- | --------------- | --------------------- | -------------------- | ------------------------------------------------------------------------------- |
| capitale  | Ü̍               | U◌̈◌̍                   | U+0055 U+0308 U+030D | lettre majuscule latine u diacritique tréma diacritique ligne verticale en chef |
| minuscule | ü̍               | u◌̈◌̍                   | U+0075 U+0308 U+030D | lettre minuscule latine u diacritique tréma diacritique ligne verticale en chef |

## Sources
- Dominique Salvo-Cellario, « Écrire en monégasque : l’orthographe »